# Новая Чесноковка
Новая Чесноковка — посёлок в Исаклинском районе Самарской области в составе сельского поселения Ключи.

## География
Находится на правом берегу реки Малый Суруш на расстоянии примерно 10 километров по прямой на юго-запад от районного центра села Исаклы.

## Население
Постоянное население составляло 109 человек (русские 89 %) в 2002 году, 79 в 2010 году.